# Holothuria multipilula
Holothuria multipilula is een zeekomkommer uit de familie Holothuriidae.
De wetenschappelijke naam van de soort werd in 1975 gepubliceerd door Yulin Liao.